# Pumpstation Kaiserswerth

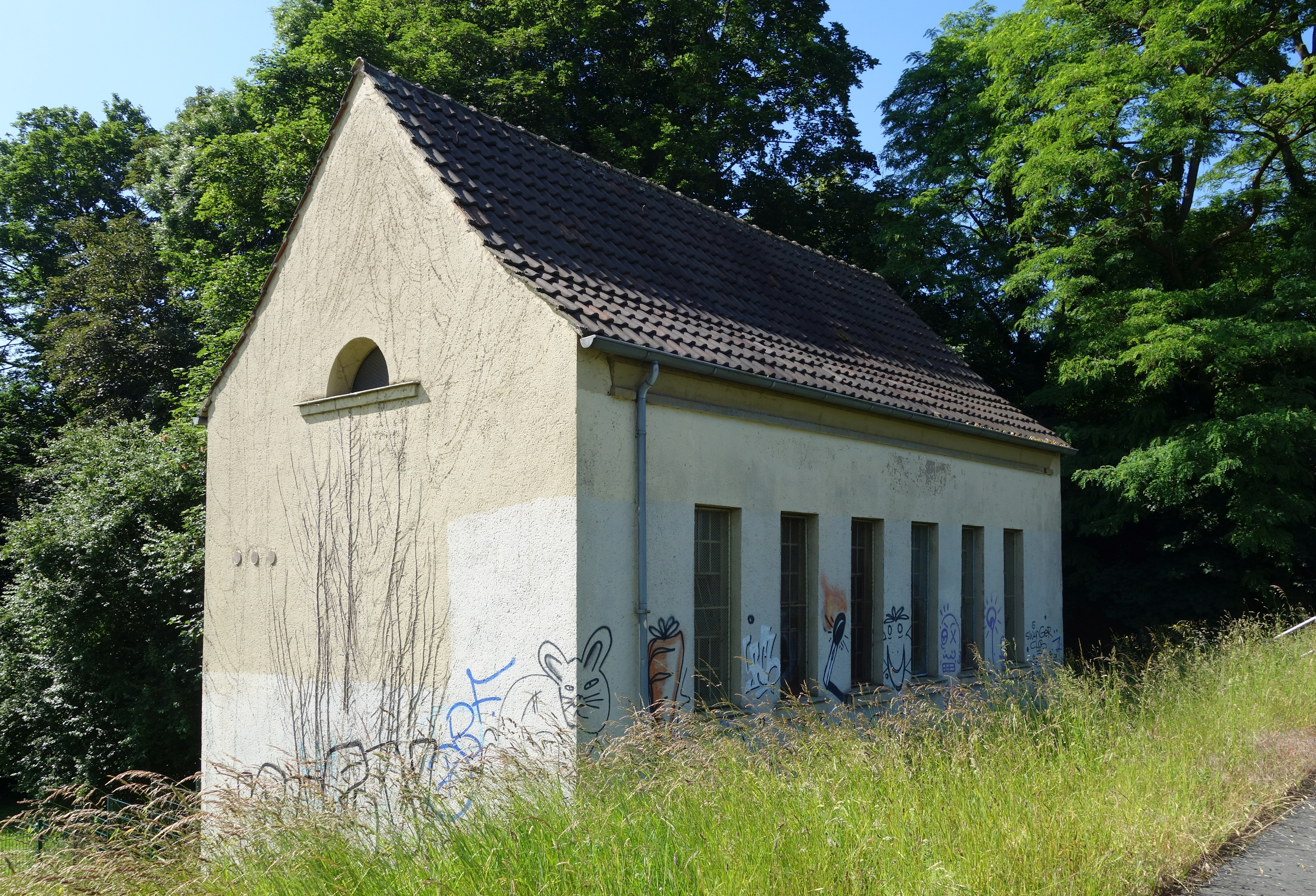
Blick auf die Pumpstation vom Deich

Die Pumpstation Kaiserswerth wurde 1928 erbaut und diente der Wasserversorgung von Düsseldorf-Kaiserswerth. Heute ist die Pumpstation nicht mehr in Betrieb, aber sei 1997 als Baudenkmal geschützt.

## Lage
Das Gebäude befindet sich am Herbert-Eulenberg-Weg, nördlich des Historischen Stadtkerns von Kaiserswerth. Westlich des Gebäudes verläuft der Rhein, von dem das Gebäude durch einen Deich getrennt ist. Die Pumpstation befindet sich in einem Wasserschutzgebiet.

## Zustand

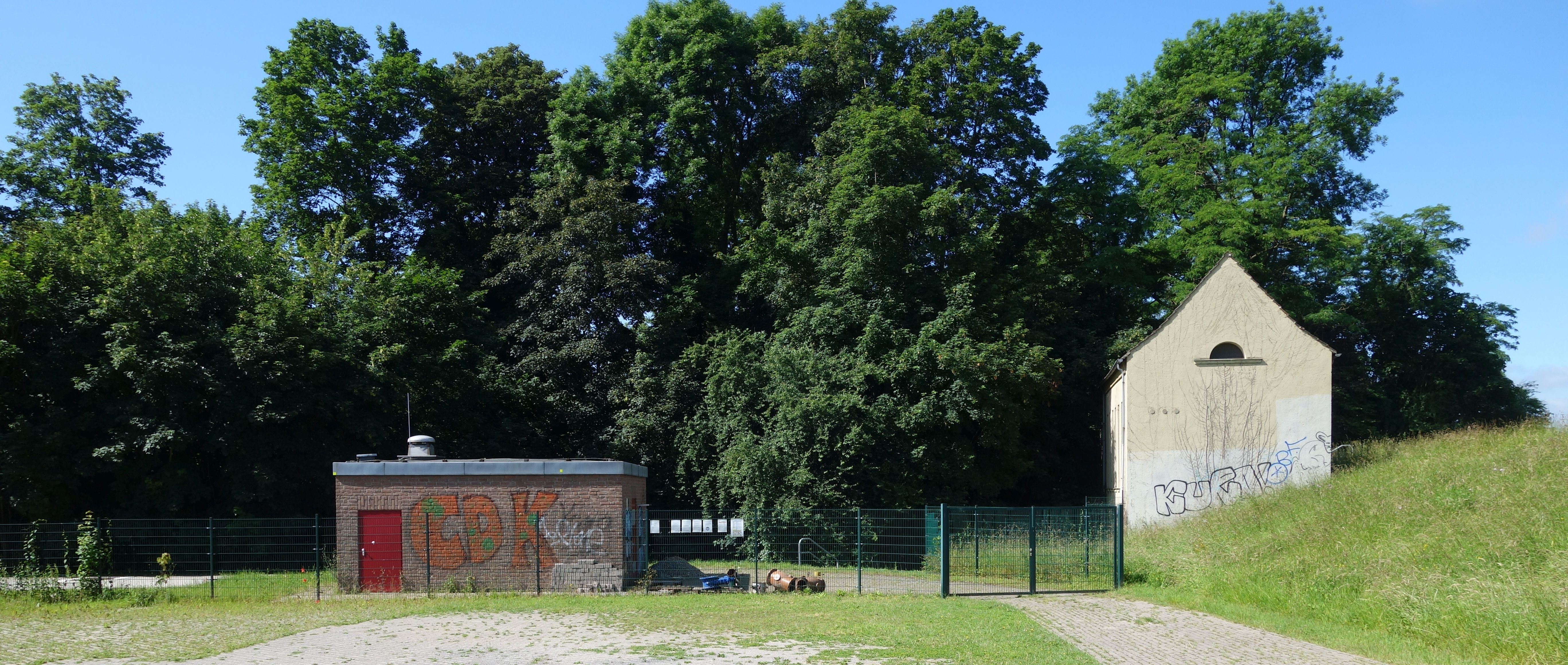
Perspektive von unterhalb des Deichs

Das Gebäude ist heute in einem schlechten Zustand und mit zahlreichen Graffiti beschmiert. Ursprünglich war der Abriss der Pumpstation geplant; dies wurde allerdings durch die Eintragung des Gebäudes als Baudenkmal am 23. Dezember 1997 vereitelt. Im Rahmen von Deicharbeiten im Jahr 2009 wurde der Keller des Gebäudes aus Gründen des Hochwasserschutzes verstärkt. Zudem fanden Ausbesserungsarbeiten am maroden Dach des Baudenkmals statt.

## Nutzung
Das Erscheinungsbild des Gebäudes und Möglichkeiten für eine zukünftige Nutzung sind immer wieder Gegenstand der Kommunalpolitik. Im Juli 2019 lehnte die Bezirksvertretung einen Antrag zur Nutzung der Pumpstation als Gästehaus ab. Auf Grund der Lage des Gebäudes in einem Wasserschutzgebiet und dem Status als Baudenkmal ist eine kommerzielle Nutzung oder ein grundlegender Umbau des Gebäudes kaum realisierbar.